# Kröhnke-Reaktion
Die Kröhnke-Reaktion oder Kröhnke-Aldehydsynthese  ist eine Namensreaktion der organischen Chemie. Sie ermöglicht als Labormethode die selektive Darstellung aromatischer Aldehyde aus den entsprechenden primären Arylmethylhalogeniden. Diese werden dazu zunächst mit Pyridin zum N-Alkylpyridiniumhalogenid umgesetzt, das mit N,N-Dimethyl-4-nitrosoanilin zu einem Nitron reagiert. Dieses wird schließlich sauer zum gewünschten Aldehyd hydrolysiert.
Die Reaktion trägt den Namen ihres Entdeckers Fritz Kröhnke.